# Музеј модерне уметности у Њујорку
Музеј модерне уметности у Њујорку (енгл. The Museum of Modern Art, MoMA) је музеј на централном Менхетну (53. улица између 5. и 6. авеније) у граду Њујорку. Сматра се једним од најутицајнијих музеја модерне уметности у свету. Музејска колекција је врхунски преглед модерне и актуелне уметности, која обухвата дела архитектуре, дизајна, цртеже, слике, скулптуре, фотографије, графике, илустрације, филм и електронске медије. Библиотека и архиви музеја садрже преко 300.000 књига и предмета који се односе на више од 70.000 уметника. Музеј је отворен 7. новембра 1929. изложбом дела Ван Гога, Гогена, Сераа и Сезана, као први музеј модерне уметности у САД. Најутицајнији председник музеја био је Нелсон Рокфелер (1939—1958) који је преселио музеј на данашњу локацију. Библиотека MoMA садржи приближно 300.000 књига и каталога изложби, више од 1.000 периодичних наслова и више од 40.000 датотека ефемера о појединим уметницима и групама. Архива чува примарни изворни материјал везан за историју модерне и савремене уметности. Овај музеј је привукао је 706.060 посетилаца 2020. године, што је пад од 65% у односу на 2019. због пандемије Ковида-19. Он је заузео двадесет пето место на листи најпосећенијих музеја уметности у свету 2020.
Од 1930-их до 1950-их, МоМА је стекао међународни углед значајним изложбама, као што су Баров утицајни „Кубизам и апстрактна уметност” 1936. године, ретроспектива дела Пабла Пикаса организована 1939-40 и „Индијанска изложба Сједињених Држава” 1941. Син Еби Рокфелера, Нелсон, постао је председник музеја 1939, играјући кључну улогу у његовом ширењу и публицитету. Његов брат, Дејвид Рокфелер, придружио се одбору 1948. године и наставио блиску сарадњу породице са музејом. Значајни догађаји током овог периода укључују велики пожар 1958. године, који је уништио слику Клода Монеа и довео до евакуације других уметничких дела. Архитектонска еволуција музеја је такође настављена, са редизајнирањем баште са скулптурама Филипа Џонсона и пресељењем у садашњи дом који су дизајнирали Филип Л. Гудвин и Едвард Дурел Стоун, који је отворен 1939. године.
У каснијим деценијама, контроверзна одлука да се повуче финансирање антиратног плаката „И бебе“ 1969. године и протести који су уследили, истакли су умешаност музеја у савремена друштвено-политичка питања. Ова установа је такође била међу неколико институција које су помогле CIA-и у њеним напорима да се укључи у културну пропаганду током Хладног рата. Велика проширења током 1980-их и раног 21. века, укључујући избор јапанског архитекте Јошија Танигучија за значајно реновирање, скоро су удвостручила МоМА простор за изложбе и програме. Током 2000-их дошло је до формалног спајања са П.С. 1 Центром савремене уметности, а 2019. године још једно велико реновирање додало је значајан галеријски простор.
Године 2022, МоМА је био 17. најпосећенији музеј уметности у свету и 4. најпосећенији музеј у Сједињеним Државама. Колекција МоМА-е покрива период од касног 19. века до данас и обухвата преко 200.000 дела архитектуре и дизајна, цртежа, сликарства, скулптуре, фотографије, графике, илустрованих и уметничких књига, филмова, као и електронских медија. Музеј се сматра једном од најутицајнијих културних институција глобално посвећених модерној и савременој уметности. Истовремено, МоМА се дуго суочавао са критикама због развијања и одржавања евроцентричних наратива модернизма и због недовољне усредсређености на проширење приступа социоекономски угроженим групама. Музеј је био умешан у контроверзе у вези са својом радном праксом, а синдикат те институције, основан 1971. године, описан је као први те врсте у САД.

## Историја

### Хекшер и друге зграде (1929–1939)
Идеју за Музеј модерне уметности развили су 1929. првенствено Аби Олдрич Рокфелер (супруга Џона Д. Рокфелера, млађег) и две њене пријатељице, Лили П. Блис и Мери Квин Саливан. Постале су познате под различитим именима „даме“ или „непопустљиве даме“. Оне су изнајмиле скромне просторије за нови музеј у згради Хекшер на 730 Пета авенија на Менхетну, и за јавност је отворен 7. новембра 1929. године, девет дана након пада Вол Стрита. Аби Рокфелер је позвала А. Конгер Гудјира, бившег председника управног одбора Олбрајт уметничке галерије у Буфалу, Њујорк, да постане председник новог музеја. Аби је постала ризничар. У то време, то је био први амерички музеј посвећен искључиво савременој уметности, и први те врсте на Менхетну који је излагао европски модернизам. Један од првих Рокфлерових регрута за музејско особље био је познати јапанско-амерички фотограф Соичи Сунами (у то време најпознатији по својим портретима пионирке модерног плеса Марте Грејам), који је музеј служио као званични фотограф документариста од 1930. до 1968.
Гудјир је позвао Паула Џ. Закса и Франка Крауниншилда да му се придруже као оснивачки повереници. Закс, помоћни директор и кустос графика и цртежа у Фоговом музеју Универзитета Харвард, у то време се називао „колекционаром кустоса”. Гудјир га је замолио да препоручи директора, и Закс је предложио Алфреда Х. Бара, млађег, перспективног младог штићеника. Под Баровим вођством, музејски фонд се брзо проширио са иницијалног поклона од осам отисака и једног цртежа. Његова прва успешна посуђена изложба била је у новембру 1929. године, на којој су биле изложене слике Ван Гога, Гогена, Сезана и Сера.
Први пут смештен у шест соба галерија и канцеларија на дванаестом спрату зграде Хекшер на Менхетну, на углу Пете авеније и 57. улице, музеј се у наредних десет година преселио на још три привремене локације. Супруг Аби Рокфелер, Џон Д. Рокфелер млађи, био је одлучно против музеја (као и саме савремене уметности) и одбио је да ослободи средства за подухват, која су морала да се прибаве из других извора, што је резултирало честим сменама локације. Ипак, на крају је донирао земљиште за садашње место музеја, плус друге поклоне с временом, те је тако постао заправо један од његових највећих добротвора.
За то време музеј је покренуо још многе изложбе реномираних уметника, попут изложбе усамљеног Винсента ван Гога 4. новембра 1935. Он садржи чак шездесет шест уља и педесет цртежа из Холандије, као и дирљиве одломке из уметникових писама. То је био велики јавни успех због Баровог распореда изложбе, и постао је „прекурзор статуса који ван Гог до данас има у савременој имагинацији“.

## Галерија
- Пол Сезан, Купач из 1885–1887.
- Винсент ван Гог, Звездана ноћ из 1889.
- Пол Гоген, Семе Ареоја (Te aa no areois) из 1892.
- Анри Русо, Сан из 1910.
- Умберто Бочиони, Јединствене форме кретања у простору из 1913.
- Казимир Малевич, Супрематистичка композиција: Бело на белом из 1918.
- Енди Ворхол, Конзерве Кембел супе из 1950.
- Столице у Музеју модерне уметности
- Алан Мек Колум, пројекат Облици